# Mario Soto
Mario Soto Benavides (ur. 10 lipca 1950 w Santiago) – piłkarz chilijski grający na pozycji defensywnego pomocnika.

## Kariera klubowa
Karierę piłkarską Mario Soto rozpoczął w klubie Deportes Magallanes. W 1974 przeszedł do Uniónu Española. Z Uniónem Española dwukrotnie zdobył mistrzostwo Chile w 1975 i 1977 oraz dotarł do finału Copa Libertadores w 1975. W 1977 krótko był zawodnikiem brazylijskiego SE Palmeiras. W 1978 powrócił do Chile i do końca kariery występował w klubie Cobreloa.
Z Cobreloą trzykrotnie zdobył mistrzostwo Chile w 1980, 1982 i 1985 oraz dwukrotnie dotarł do finału Copa Libertadores w 1981 i 1981. W 1982 został uznany w premierowym plebiscycie "Piłkarzem Roku" w Chile.

## Kariera reprezentacyjna
W reprezentacji Chile Soto zadebiutował 16 lipca 1975 w zremisowanym 1-1 spotkaniu z Peru podczas Copa América. Podczas tego turnieju wystąpił we wszystkich czterech meczach z Boliwią i Peru. W 1979 po raz drugi wziął udział w Copa América, w którym Chile zajęło drugie miejsce, ustępując jedynie Paragwajowi. W tym turnieju Soto wystąpił w siedmiu meczach: w grupie z Wenezuelą i Kolumbią, w półfinale z Peru oraz w finale z Paragwajem.
W 1982 roku został powołany przez selekcjonera Luisa Santibáñeza do kadry na Mistrzostwa Świata w Hiszpanii. Na Mundialu Rivas wystąpił we wszystkich trzech meczach z Austrią, RFN i Algierią. W 1983 po raz trzeci wziął udział w Copa América. W tym turnieju Soto wystąpił w trzech meczach z Wenezuelą i Urugwajem. Ostatni raz w reprezentacji wystąpił 17 listopada 1985 w zremisowanym 2-2 meczu eliminacji Mistrzostw Świata z Paragwajem. Od 1975 do 1985 roku rozegrał w kadrze narodowej 47 spotkań, w których zdobył bramkę.